# بيرغر ساندبرغ
بيرغر ساندبرغ (بالسويدية: Birger Sandberg)‏ هو مدرب كرة قدم ولاعب كرة قدم سويدي، ولد في 1918، وتوفي في 28 يونيو 1998. لعب مع نادي يورغوردينس.